# Calcédoine
Ne doit pas être confondu avec Chalcédoine.

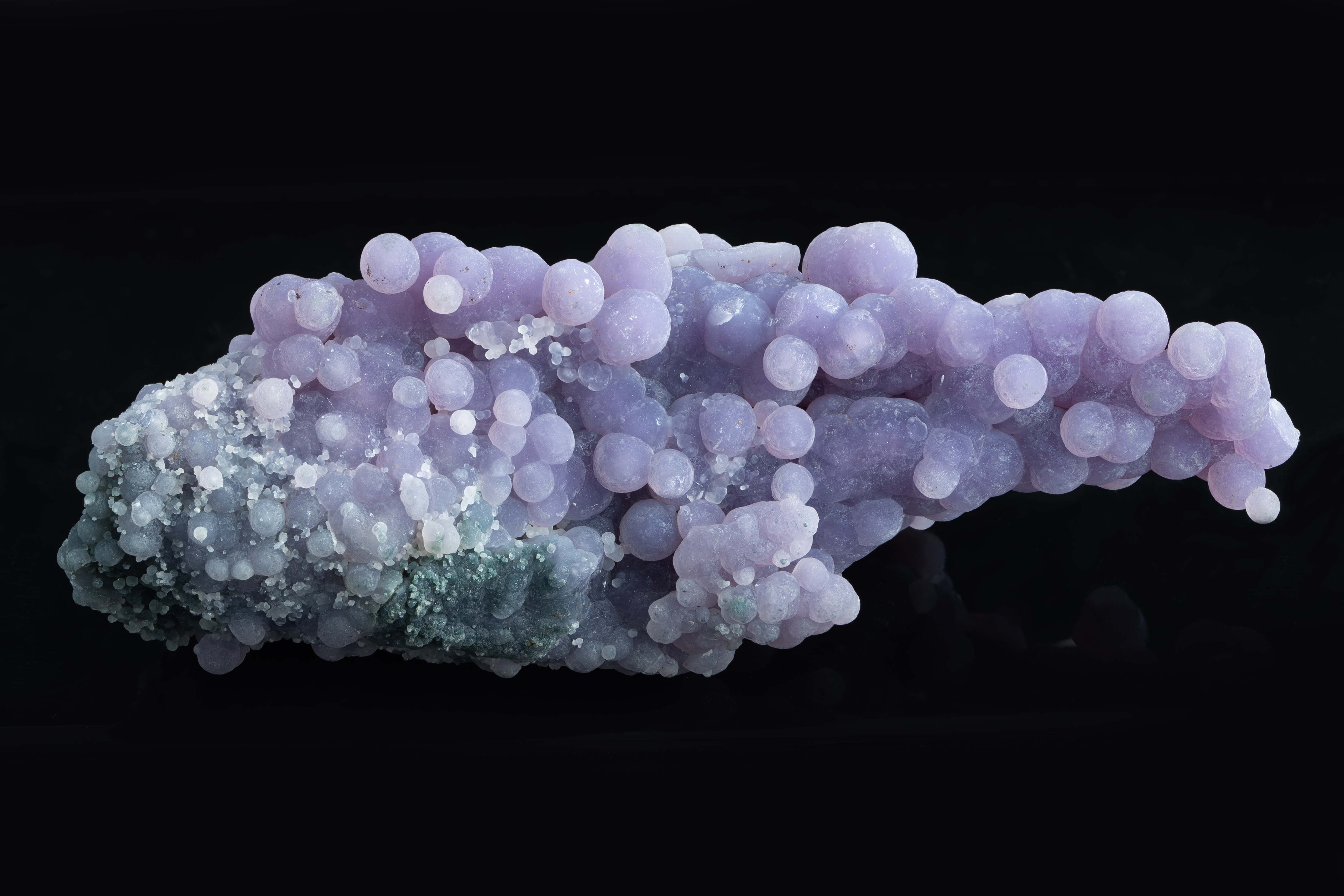
Calcédoine violette de forme botryoïdale venant d'Indonésie.

La calcédoine est un minéral ou une roche composée de cristallites de quartz, dont la taille est comprise entre 50 et 100 nm, agencées en fibres. Il s'agit d'une phase de la silice. Si elle peut être uniquement composée de quartz, elle contient le plus souvent une proportion de moganite, une autre phase de la silice. Ce n'est donc pas une espèce minérale reconnue par l'IMA puisqu'il ne s'agit pas d'un minéral mais d'un agencement spécifique de cristallites du minéral quartz.
La calcédoine présente fréquemment une structure en bandes, mais qui n’apparaît pas toujours à l’œil nu. Elle tapisse souvent des cavités dans les roches.
On distingue parfois la calcédoine qui désigne la roche et la calcédonite qui désigne le minéral.

## Étymologie
Le mot dérive de la ville de Chalcédoine, en Asie Mineure, du grec Χαλκεδον ou Χαλκηδών, soit khalkédôn).

## Synonymie
- chalcédoine : ancienne orthographe, conforme à l'étymologie.
- chalcédonite
- merlinite

## Variétés
Selon l'orientation des cristallites dans les fibres, différentes variétés de calcédoine peuvent être distinguées telles que la calcédonite, la pseudo-calcédonite, la quartzine ou la lutécite.
- Agate coloration en zone, onyx si les zones sont bien régulières et nuancées. Il existe de nombreuses appellations différentes des agates : l'agate aérohydre dont le nodule contient de l'eau, l'agate œillée présente des anneaux concentriques.
- Chrysoprase vert clair, coloré par le nickel
- Cornaline rouge
- Héliotrope vert à taches rouges. Les taches rouge sang sont dues à l'hématite.
- Jaspe
- Mtorolite : variété chromifère de couleur verte[6]
- Onyx
- Sardoine brune
- Calcédoine commune gris laiteux à bleuté
- Calcédoine bleue ou Saphirine
- Calcédoine gris bleu ou Mohave Moonstone

## Gisements remarquables
- Algérie

Aïn Barbar, province de Constantine
- Belgique

Mines d'Oneux, Oneux, Theux, Verviers, province de Liège
- Canada

Selbaie  (Detour mine), Baie-James, Nord-du-Québec, Québec
- France

La Redonde, Allègre, Haute-Loire, Auvergne
Le Ruguel, Collorec, Plonévez-du-Faou, Huelgoat, Finistère
La Fontasse, Montredon-Labessonnie, Réalmont, Tarn, Midi-Pyrénées
Corse, région du vazzio (Corse du sud)
- Haiti: Casseus, district de Terre Neuve, département de L'Artibonite [12]
- Italie

Fiume Dirillo (rio Achates), Acate, province de Raguse, Sicile (topotype historique)
- Luxembourg

Goesdorf, Goesdorf commune.

## Utilisation
- Ornementation
- Objet d'art
- Outillage : Les hommes du Néolithique ont utilisé la calcédoine pour confectionner des outils, notamment aux environs de Quimperlé.
- Bijoux, par exemple des bagues (Aqeeq)